# WS008HA
WS008HAは、ウィルコムのPHSデータ通信サービスに対応する、ハギワラシスコム製のExpressCard（ExpressCard/34,USB 2.0接続）タイプのデータ通信端末である。

## 概要
WILLCOM SIM STYLE製品のひとつで、WS008HA自体に通信機能はなく、W-SIMを装着して通信する。W-SIMは当初RX410INが、後にRX420ALが同梱されているが、RX420INおよびRX430ALにも対応している。
カード上にROM及びRAM（256MBないし1GB）を搭載しており、ドライバや各種ツールが保存されている。これにより、ドライバディスクを別途用意したり、あらかじめドライバをダウンロードしておかなくてもセットアップが可能になっている。
対応オペレーティングシステムはWindows XP (SP2)、Windows Vista、Mac OS X v10.4.4以降。台湾・タイ・ベトナムでの国際ローミングに対応。

## 仕様
- 寸法: 本体 34×108×10.4 ミリメートル
- 重量: 21.0グラム（256MB版）、26.5グラム（1GB版）※いずれもW-SIM非装着時
- 発売日: 2006年11月16日（1GB版は2007年11月29日）